# Erythroxylum ligustrinum
Erythroxylum ligustrinum är en tvåhjärtbladig växtart som beskrevs av Dc.. Erythroxylum ligustrinum ingår i släktet Erythroxylum och familjen Erythroxylaceae. Utöver nominatformen finns också underarten E. l. carajasense.